# Ходжа, Халед
Халед Ходжа (араб. خالد خوجة‎; род. 4 июля 1965, Дамаск) — активный деятель сирийской оппозиции, с 5 января 2015 по 5 марта 2016 года председатель Национальной коалиции сирийских революционных и оппозиционных сил — группы, объединяющей умеренную оппозицию правительству Башара Асада (в противовес радикальным исламистским образованиям). Подал в отставку 25 апреля 2018 года.

## Биография
Халед Ходжа родился в Дамаске в 1965 году в турецкой семье. Владеет турецким и арабскими языками. С 1993 года является гражданином Турции.
Во время правления в Сирии президента Хафеза Асада Ходжа был дважды задержан. После этого отправился в Турцию, где изучал медицину в университете Измира. Окончил университет в 1994 году.
Когда в 2011 году начались протесты против правления Башара Асада, Халед Ходжа принял в них активное участие. В марте 2011 года создал организацию «Платформа солидарности с сирийским народом», а в октябре 2011 года стал одним из основателей «Сирийского национального совета».
5 января 2015 года Халед Ходжа был избран председателем Национальной коалиции сирийских революционных и оппозиционных сил, одержав победу над генеральным секретарём коалиции Насером аль-Харири. До избрания председателем коалиции Ходжа был её представителем в Турции. 3 августа 2015 года Халед Ходжа был переизбран председателем Национальной коалиции.
14 августа 2015 года после встречи в Москве с министром иностранных дел России Халед Ходжа заявил, что позиция России по сирийскому кризису стала более гибкой, что может помочь урегулировать конфликт. При этом Ходжа подчеркнул, что коалиция не согласна с участием президента Асада в любых органах власти переходного периода.
30 сентября 2015 года, находясь на юбилейном заседании Генеральной ассамблеи ООН, Халед Ходжа прокомментировал присоединение России к бомбардировкам позиций ИГ, обвинив российские ВКС в гибели гражданских лиц в результате бомбардировок территорий к северу от города Хомс, где не было бойцов ИГ и Аль-Каиды.
25 апреля 2018 года подал в отставку со своего поста в знак протеста против того, что Россия взяла под свой контроль переговоры по мирному урегулированию в Сирии.
Принял турецкое гражданство и имя Альптекин Ходжаоглу, был среди основателей Партии будущего Ахмета Давутоглу в 2019 году.